# Valverde del Majano
Valverde del Majano est une commune de la province de Ségovie dans la communauté autonome de Castille-et-León en Espagne.

## Sites et patrimoine
- Chapelle Nuestra Señora de La Soledad
- Chapelle de La Aparecida
- Église paroissiale de Nuestra Señora de la Asunción

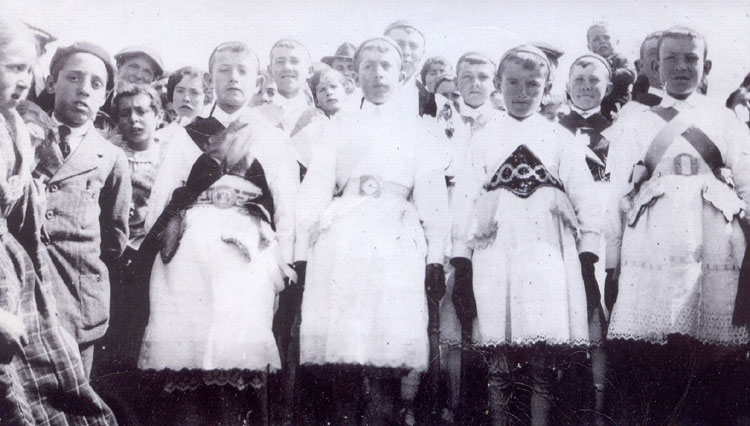
Danseurs à Valverde del Majano.
Fondation Joaquín Díaz.